# Шабалін Олександр Осипович
Олекса́ндр О́сипович Шаба́лін (нар. 4 листопада 1914 — пом. 16 січня 1982) — радянський військово-морський діяч, контрадмірал (1969), двічі Герой Радянського Союзу (1944).

## Біографія
Народився 4 листопада 1914 року в селі Юдмозеро (тепер Онезький район Архангельської області) в селянській родині. Росіянин. Член ВКП (б) з 1943 року. Закінчив неповну середню школу.
У 1936 році призваний до РСЧФ. Брав участь у радянсько-фінській війні 1939–1940 років.
Учасник німецько-радянської війни з серпня 1941 року.
11 вересня 1941 року торпедний катер «ТКА-12» під командуванням молодшого лейтенанта О. Шабаліна спільно з «ТКА-11» вийшов на перехоплення ворожого конвою, прорвався крізь завісу артилерійсько-кулеметного вогня й влучним пострілом потопив конвойний корабель. Три тижні потому у Варангер-фіорді «ТКА-12» потопив крупнотонажне вороже судно з близько 2 тисячами ворожих солдатів і офіцерів на борту. За ці успішні дії О. Шабалін був нагороджений орденом Леніна.
На початок 1944 року командир торпедного катера «ТКА-12» 1-го окремого дивізіону торпедних катерів охорони водного району Головної бази Північного флоту капітан-лейтенант О. Шабалін потопив підводного човна, 4 транспорти й 2 сторожових кораблі супротивника.
13 жовтня 1944 року командир загону катерів 1-го дивізіону торпедних катерів капітан-лейтенант О. Шабалін виявив високу військову майстерність під час прориву з групою торпедних катерів до фінського порту Ліїнахамарі (тепер населений пункт Печенгського району Мурманської області) й вдалої висадки десанту.
Всього за роки війни потопив 32 бойових кораблі й транспорти супротивника з військовими вантажами та живою силою.
Після війни продовжив військову службу у ВМФ СРСР. У 1951 році закінчив Каспійське вище військово-морське училище. Був командиром бригади надводних кораблів, заступником начальника штабу Північного флоту.
У 1955 році закінчив академічні курси офіцерського складу при Військово-морській академії.
З 1969 року — контрадмірал, заступник начальника військово-морського училища імені М. В. Фрунзе.
У 1975 році вийшов у запас. Мешкав у Ленінграді. Помер 16 січня 1982 року. Похований на Серафимовському цвинтарі.

## Нагороди
Указом Президії Верховної Ради СРСР від 22 лютого 1944 року за зразкове виконання бойових завдань командування на фронті боротьби з німецько-фашистськими загарбниками та виявлені при цьому відвагу і героїзм капітан-лейтенант Шабалін Олександр Осипович удостоєний звання Героя Радянського Союзу з врученням ордена Леніна і медалі «Золота Зірка» (№ 2927).
Указом Президії Верховної Ради СРСР від 5 листопада 1944 року за зразкове виконання бойових завдань командування на фронті боротьби з німецько-фашистськими загарбниками капітан-лейтенант Шабалін Олександр Осипович нагороджений другою медаллю «Золота Зірка» (№ 34/II).
Нагороджений двома орденами Леніна, трьома орденами Червоного Прапора, орденами Вітчизняної війни 2-го ступеня, Червоної Зірки, «За службу Батьківщині в Збройних Силах СРСР» 3-го ступеня, медалями та іменним кортиком.
Почесний громадянин міст Архангельськ (19.01.1978) та Онега (1980) Архангельської області.

## Пам'ять

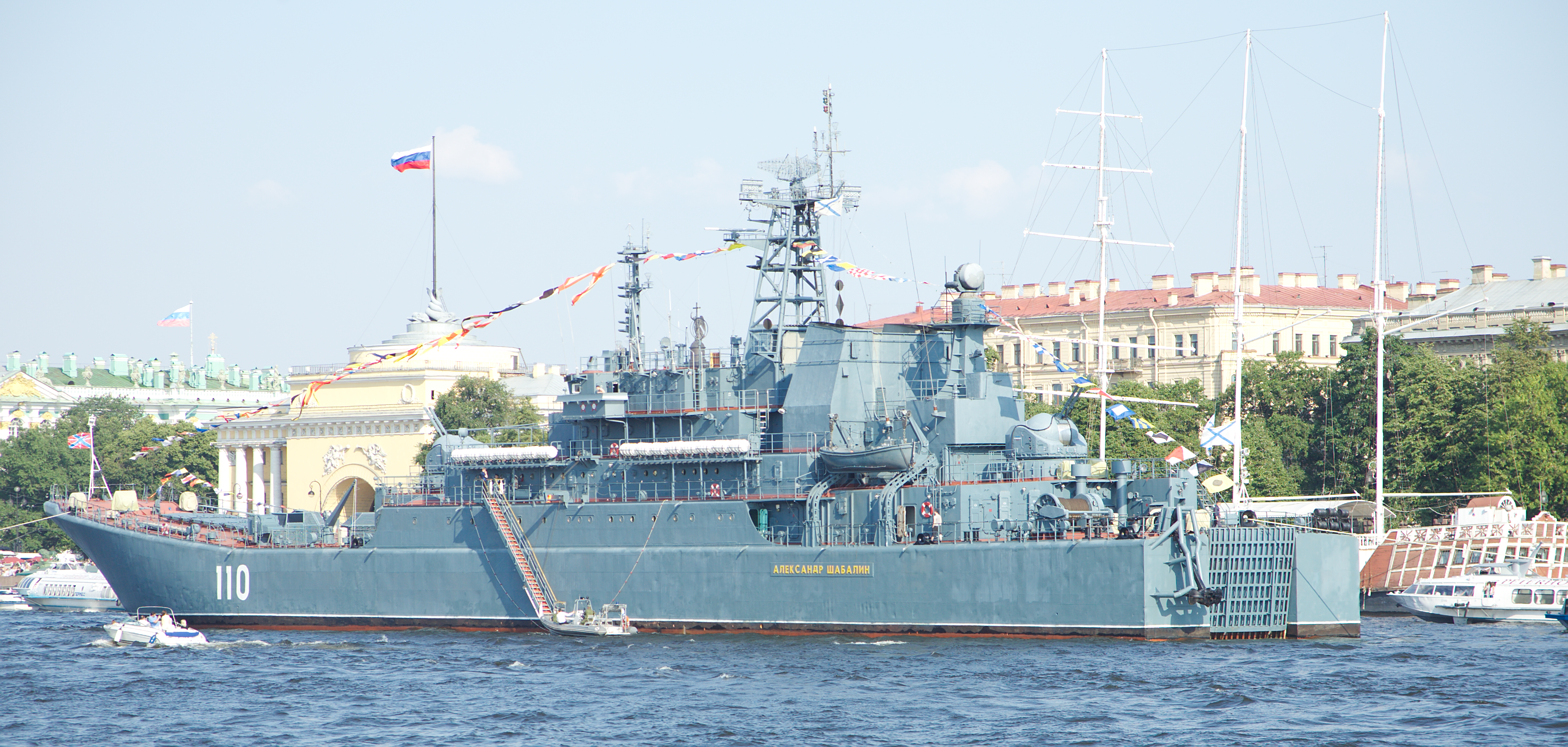
Великий десантний корабель «Олександр Шабалін» під час морського параду в Санкт-Петербурзі

Бронзове погруддя О. О. Шабаліна встановлено в місті Онега Архангельської області.
Його ім'ям названо вулиці у Архангельську, Мурманську і Севастополі, площа в Онезі.
На честь О. Шабаліна названо великий десантний корабель проекту 775 Балтійського флоту Росії, риболовецький траулер Мурманського тралового флоту і пасажирський теплохід Соловецького музею-заповідника.